# Galina Minaitxeva
Galina Minaitxeva   (Moscou, 29 de desembre de 1929 - 28 de gener de 2025) va ser una gimnasta artística russa guanyadora de tres medalles olímpiques.
Va néixer a Moscou, capital en aquells moments de la República Socialista Federada Soviètica de Rússia i que avui dia és capital de la Federació Russa. Va participar, als 23 anys, en els Jocs Olímpics d'Estiu de 1952 realitzats a Hèlsinki (Finlàndia), on va aconseguir guanyar la medalla d'or en el concurs complet (per equips), la medalla de plata en el concurs per aparells i la medalla de bronze en la prova de salt sobre cavall. A més finalitzà quarta en la prova de concurs complet (individual) i sisena en l'exercici de terra com a resultats més destacats.